# Kristin Hallenga

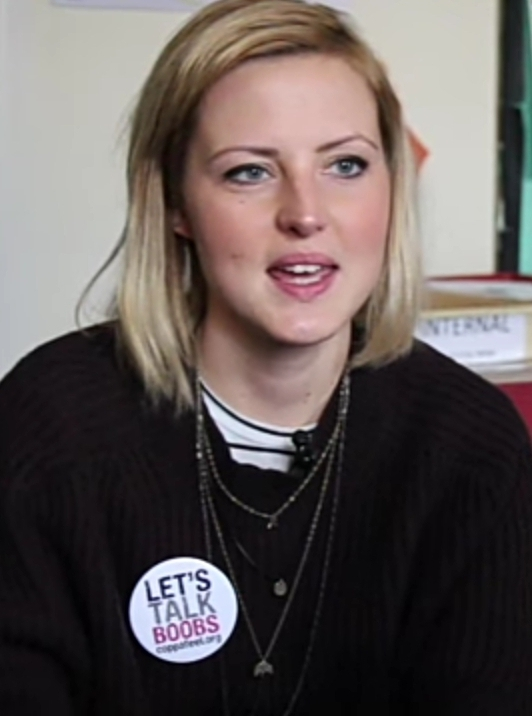
Kristin Hallenga (2015)

Kristin Hallenga (* 11. November 1985 in Norden, Niedersachsen; † 4. Mai 2024 in Newquay, Cornwall) war eine deutsch-britische Kolumnistin und Philanthropin. Seit ihrer Brustkrebs-Diagnose im Jahr 2009 engagierte sie sich als Aktivistin und gründete die Wohltätigkeitsorganisation CoppaFeel!.

## Leben
Hallenga wurde am 11. November 1985 in Norden im Landkreis Aurich als Tochter eines deutschen Lehrers und einer englischen Lehrerin geboren. Im Alter von neun Jahren siedelten sie und ihre drei Geschwister sowie ihre Mutter nach Daventry in England um.
Im Jahr 2008 bemerkte Hallenga eine auffällige Veränderung in ihrer Brust, die sie als ungewöhnlichen „Klumpen“ („lumpy boob“) beschrieb. Die erste ärztliche Einschätzung deutete auf eine hormonell bedingte Ursache hin. Erst im darauffolgenden Jahr, 2009, wurde bei ihr im Alter von 23 Jahren ein fortgeschrittenes Mammakarzinom diagnostiziert, das zu diesem Zeitpunkt bereits in die Wirbelsäule metastasiert hatte. Im Jahr 2011 wurden bei einer Computertomografie Tumore in Hallengas Becken und Hüfte festgestellt sowie symptomlose Tumore in der Leber und wiederholt im Gehirn.
Ebenfalls 2009 gründete Hallenga die Wohltätigkeitsorganisation CoppaFeel!, deren Ziel es ist, junge Menschen zu Vorsorgeuntersuchungen zu bewegen. 2017 trat sie als CEO von CoppaFeel! zurück. CoppaFeel! wurde später zur drittwichtigsten Krebshilfe im Vereinigten Königreich. Ihre Nachfolgerin wurde Natalie Haskell.
Ihre Memoiren veröffentlichte sie 2021 unter dem Namen Glittering a Turd, welche zum Sunday Times Bestseller wurden.
Knapp 15 Jahre nach ihrer Diagnose starb Hallenga am 4. Mai 2024 in Newquay, Cornwall im Alter von 38 Jahren.

## Werke
- Glittering a Turd: How Surviving the Unsurvivable Taught Me to Live. 2021, ISBN 978-1-80018-177-9.

## Auszeichnungen
- 2009: Pride of Britain Award